# Fetească albă
La Fetească Albă (pronunciat en romanès: [feˈte̯askə ˈalbə]) és una varietat de raïm blanc romanès - moldau conreada principalment a les regions de Moldàvia i Transsilvània a Romania, a la República de Moldàvia, així com també a la regió vitivinícola hongaresa d'Eger.
A Moldàvia, s'hi troba la superfície més gran plantada entre varietats locals: 900 hectàrees. Aquest raïm s'utilitza molt per a la producció de vi escumós, però també per al vi varietal Fetească.

## Noms alternatius
La Fetească Albă també es coneix amb els noms alternatius de Baratik, Bulgarien Feteasca, Devcenco Hrozno, Devicii Belii, Dievcenske Hrozno, Dievcie Hrozno, Divci Hrozen, Fehér Leányka, Feniaska Belaii, Fetiasca Alba, Fetiasca Belii, Fetiaska Alba, Fetisoka, Fetisoka, Fetisaka, Fetisoka, Fetisaka Fetyaska Belaya, Fetyaska Koroleva, Fetysare, Janyszölde, Jányszőlő, Kanigl Weiss, Lányszőlő, Leanicazea, Leanika, Leánka, Leány Szőlő, Leányka, Leanyszölde, Leányszőlary, Medyan, Lyan Ször Poama Fetei, Poama Fetei Alba, Poama Pasareasca, Roszas Leányka, Rumänien Feteasca, Udssr Fetjaska, Ungarn Leanyka i Varatik.